# Koyo Kouoh
Koyo Kouoh, née à Douala (Cameroun) le 24 décembre 1967 et morte à Bâle (Suisse) le 10 mai 2025, est une commissaire d'exposition indépendante, une conservatrice de musée et une productrice culturelle suisso-camerounaise. Elle est pour The New York Times, en 2015, l'une des plus importantes commissaires d'Afrique. En 2024, elle est choisie comme commissaire de la 61e Biennale de Venise en 2026 ; c'est la première femme africaine nommée à ce poste.

## Biographie
Koyo Kouoh naît à Douala au Cameroun le 24 décembre 1967. Elle étudie à Zurich, où sa famille s’installe alors qu'elle a treize ans. Ses parents l'encouragent à suivre une formation en économie. Elle travaille un temps dans la finance avant de rentrer dans le domaine culturel, dans un premier temps en se consacrant à la littérature et au cinéma. En 1995, elle part à Dakar pour une interview du cinéaste Ousmane Sembène. Elle y retourne un an plus tard, pour s'y installer. « Retourner au Cameroun, je trouvais ça redondant, explique-t-elle. Le Sénégal était plus cosmopolite. L’islam m’intéressait aussi. ». De 1998 à 2002, elle coordonne le programme culturel de l’Institut Gorée. À partir de 2001, elle est aussi co-commissaire des rencontres africaines de la photographie de Bamako. En 2003, elle collabore à la Biennale de Dakar.
En 2011, elle crée le RAW Material Company, un centre d'art, lieu d'exposition mais aussi lieu de débat, à Dakar,,,. Elle influence Eva Barois de Caevel lors de leur rencontre. Elle est également commissaire du 1:54 Contemporary African Art Fair, à Londres. Elle est une des commissaires d'exposition de la documenta 12, en 2007, et de la documenta 13 en 2012. En 2010, elle intervient à Bruxelles comme co-commissaire de l'exposition Géo-graphics. Elle est commissaire associée pour le Salon urbain de Douala (SUD), un festival d'art au Cameroun. En février 2014, elle se voit confier par le ministère sénégalais de la culture et l'Union européenne une réforme en profondeur de la Biennale de Dakar.
Spécialisée dans la photographie, la vidéo et l'art dans l'espace public, elle organise de nombreuses expositions à l'échelle internationale, et écrit sur l'art africain contemporain. En 2019, elle est nommée directrice du Musée Zeitz d'art contemporain d'Afrique, qui vient d'ouvrir ses portes au Cap,,, et qui est considéré comme le plus important musée d'art contemporain d'Afrique du Sud. En juillet 2022, elle déclare que « Ce n’est pas à nous de déconstruire les préjugés euro-américains sur l’Afrique » lors d'une interview à Jeune Afrique. Elle organise une rétrospective d'un siècle sur la peinture africaine When we see us au Kunstmuseum et à Bozar. En 2024, elle est choisie comme commissaire de la 61e Biennale de Venise, la Biennale de Venise 2026. C'est la première femme africaine nommée à ce poste,.
Elle meurt à l’âge de 57 ans à Bâle en Suisse le 10 mai 2025,, un an avant la biennale de Venise de 2026.

## Travaux
- Koyo Kouoh (dir.), Chronique d'une révolte, photographies d'une saison de protestation, Raw Material Company, Dakar ; Haus der Kulturen der Welt, Berlin, 2012, R79 (ISBN 9783943994025).
- Martin Taureg et Koyo Kouoh, 9 x Dakar : 9 artistes contemporains sénégalais, Goethe-Institut Dakar, 2003, 14 p.
- Communautés imaginées, Etat des Lieux, Symposium sur la création d'institutions d'art en Afrique, sous la direction de Koyo Kouoh, Hatje Cantz et Raw Material Company, Dakar, 2013
- Issa Samb (The stranger), Word ! Word ? Word !, textes de Simon Njami, édité par Koyo Kouoh, Office for Contemporary Art Norway (OCA) and Raw Material Company, 2013
- Body talk: Feminism, sexuality and the body in the work of six African women artists, catalogue d'une exposition de 2014 à Bruxelles[16]

## Prix et distinctions
- 2020 : Grand Prix suisse d'art / Prix Meret Oppenheim[17].